# キラー・ブライド
『キラー・ブライド』（英語: The Killer Bride）は、フィリピンのテレビドラマ。ABS-CBNで2019年8月12日に初公開された。

## 登場人物
カミラ・デラ・トーレ / アルバ・アルメイダ
演：マハ・サルバドール
エリアス・サンチェス
演：ジョシュア・ガルシア
エマ・ボナオブラ
演：ジャネラ・サルバドール
ヴィート・デラ・クエスタ
演：ジェフ・アイゲンマン